# Iced Earth (álbum)
Iced Earth es el álbum debut homónimo de la banda americana de thrash metal Iced Earth. Fue lanzado en noviembre de 1990 a nivel internacional y febrero de 1991 en América del Norte. La versión original de este álbum tenía tres portadas diferentes (una cubierta en todo el mundo, una cobertura europea y una japonesa). Este álbum fue el único grabado con Mike McGill con Iced Earth, así como los últimos del vocalista Gene Adam. 
| N.º | Título                 | Letras         | Música                                      | Duración |  |
| 1.  | «Iced Earth»           | Jon Schaffer   | Schaffer                                    | 5:22     |  |
| 2.  | «Written on the Walls» | Gene Adam      | Adam, Randall Shawver, Schaffer, Dave Abell | 6:06     |  |
| 3.  | «Colors»               | Schaffer       | Shawver, Schaffer                           | 4:50     |  |
| 4.  | «Curse the Sky»        | Schaffer       | Shawver, Schaffer                           | 4:41     |  |
| 5.  | «Life and Death»       | Schaffer       | Shawver, Schaffer                           | 6:07     |  |
| 6.  | «Solitude»             | (instrumental) | Shawver, Schaffer                           | 1:44     |  |
| 7.  | «Funeral»              | (instrumental) | Shawver, Schaffer                           | 6:15     |  |
| 8.  | «When the Night Falls» | Schaffer       | Schaffer                                    | 8:44     |  |

## Créditos
- Gene Adam - voz
- Randall Shawver - guitarra líder
- Jon Schaffer - guitarra rítmica , coros
- Dave Abell - bajo
- Mike McGill - Batería

## Información
- "Colors" se basa en la película de 1979 The Warriors.
- La canción "When the Night Falls" aparecen en el videojuego del 2009 Brütal Legend.

- Datos: Q1753315